# Вітіа (футбольний клуб)
Футбольний клуб «Вітіа» або просто ФК «Вітіа» (алб. Klubi Futbollistik Vitia; KF Vitia) — професіональний косовський футбольний клуб. Зараз виступає в Лізі е Паре, другому за силою чемпіонаті Косова з футболу.

## Досягнення
- Ліга Дуте
  -  Чемпіон (1): 2014/15 (Група Б)